# Yellow Magic Orchestra
Yellow Magic Orchestra (YMO) was een Japanse elektronische-muziekgroep uit Tokio. De groep werd opgericht in 1978.

## Geschiedenis
Ryuichi Sakamoto begon in 1970 aan de Tokyo National University of Fine Arts and Music, waar hij experimenteerde met elektronische-muziekinstrumenten zoals synthesizers van Buchla, Moog en ARP. Haruomi Hosono, de toekomstige frontman van YMO, gebruikte in de vroege jaren 1970 al een drumcomputer van Ace Tone. Na de ontbinding van zijn band Happy End in 1972, werkte Hosono aan vroege synthrockalbums van Yōsui Inoue en Osamu Kitajima, die synthesizers en elektronische drums gebruikten. Hideki Matsutake, die later een belangrijke rol in de sound van YMO zou innemen, was in deze periode assistent van de bekende elektronische muzikant Isao Tomita. De technieken van Tomita en Matsutake zouden later door YMO worden toegepast; Matsutake werd ook wel het "vierde bandlid" van YMO genoemd.
Sakamoto werkte in 1976 voor het eerst samen met Hosono in diens liveband, en in 1977 nodigde Yukihiro Takahashi Sakamoto uit om zijn solodebuut te produceren na de ontbinding van de Sadistic Mika Band. Later nodigde Hosono beiden uit voor zijn exotica-geïnspireerde album Paraiso, wat leidde tot de oprichting van Harry Hosono and the Yellow Magic Band. In 1978 werkten ze samen aan het album Pacific, met een vroege versie van het nummer "Cosmic Surfin". Hosono en Sakamoto werkten samen met Matsutake aan het experimentele album Cochin Moon in 1978, dat elektronische muziek met Indiase muziek combineerde. Sakamoto bracht in hetzelfde jaar zijn soloalbum The Thousand Knives of Ryuichi Sakamoto uit, waarin hij elektronische muziek en traditionele Japanse muziek fuseerde.
Hosono ontwikkelde het idee van een instrumentale discoband met internationaal potentieel. Samen met Sakamoto en Takahashi vormde hij YMO, en in juli 1978 begonnen ze met de opnames van hun titelloze debuutalbum. Dit album, uitgebracht in 1978, was succesvol en leidde tot een internationale deal met A&M Records. Hun hit "Firecracker" werd populair in de Verenigde Staten en Europa. YMO's tweede album, Solid State Survivor, werd in 1979 uitgebracht en won de prijs voor beste album bij de Japan Record Awards van 1980. Het album bevatte sciencefictionsci-fi-thema's en Engelse teksten van Chris Mosdell. Het nummer "Behind the Mask" werd later gecoverd door artiesten zoals Michael Jackson en Eric Clapton.
Met hun volgende albums, X∞Multiplies (1980), Technodelic (1981) en Naughty Boys (1983), introduceerde YMO vernieuwende stijlen zoals elektronische ska en vroege samplertechnologie. Technodelic markeerde een verschuiving naar een donkerder geluid, terwijl Naughty Boys meer pop-georiënteerd was. De niet-vocale variant, Naughty Boys Instrumental (1984), en de soundtrack voor de film Propaganda (1984) markeerden het einde van hun oorspronkelijke periode van activiteit. De bandleden gingen weer hun eigen weg, maar bleven samenwerken op elkaars soloalbums. Sakamoto won een Academy Award voor de soundtrack van de film The Last Emperor (1987). In 1993 kwam YMO kortstondig weer samen voor het album Technodon, waarbij ze nieuwe stijlen van elektronische muziek verkenden.
In de jaren 2000 werkten Hosono en Takahashi samen als Sketch Show, waar Sakamoto zich soms bij aansloot. Ze traden samen op als Human Audio Sponge en als YMO tijdens evenementen zoals Live Earth in 2007. In 2009 en 2010 sloten ze het World Happiness-festival af met uitvoeringen van hun oude en nieuwe nummers. In 2011 trad YMO op in de Hollywood Bowl en het Fuji Rock-festival, en in 2012 traden ze op tijdens het No Nukes-festival en opnieuw op hun eigen World Happiness-festival. Hun laatste publieke optreden was in 2018 tijdens een concert van Hosono in Londen, waar Sakamoto en Takahashi zich bij hem voegden. Hierna werd het stil rond de band. De leden hebben nooit officieel een einde aan hun samenwerking aangekondigd.
In augustus 2020 werd Takahashi geopereerd aan een hersentumor. Een jaar later maakte hij bekend dat hij leed aan meer gezondheidsproblemen. In januari 2023 liep Takahashi longontsteking op, waaraan hij dezelfde maand nog overleed. Een paar maanden later, op 28 maart, overleed Sakamoto op 71-jarige leeftijd nadat in 2021 darmkanker was geconstateerd.

## Stijl
YMO was het beu dat Japanse artiesten de elektronische muziek van de Westerse wereld kopieerde, in een tijd waarin Japan toch al bekend stond vanwege het kopiëren van Westerse cultuur en producten zoals televisies en radio's. Ze zochten een unieke sound en kozen ervoor om Westerse, Aziatische en Amerikaanse invloeden in hun werk op te nemen. Hoewel YMO zich sterk liet beïnvloeden door Kraftwerk, een groep die hun muziek juist zo puur mogelijk probeerde te maken, werd het werk van YMO zo een mengelmoes van invloeden.

## Belang en nalatenschap
YMO stond aan de basis van synthpop dat opkwam in de jaren 1980. De band bleek vele artiesten te beïnvloeden waaronder Ultravox, Duran Duran en Depeche Mode.

## Discografie

### Studioalbums
- Yellow Magic Orchestra (1978)
- Solid State Survivor (1979)
- ×∞ Multiplies (1980)
- BGM (1981)
- Technodelic (1981)
- Naughty Boys (1983)
- Service (1983)
- Technodon (1993)

### Compilatiealbums
- Sealed (1984)
- Technobible (1992)
- Kyoretsu Na Rhythm (1992)
- YMO Go Home!: The Best Of (2000)
- One More YMO: The Best Of (2001)
- UC YMO: Ultimate Collection (2003)
- YMO (2011)